# Nancy Marchand
Nancy Lou Marchand (Buffalo, 19 giugno 1928 – Stratford, 18 giugno 2000) è stata un'attrice statunitense, vincitrice di 4 Emmy Awards, 1 Golden Globe, 1 SAG Award per i suoi ruoli in serie televisive e di 1 Drama Desk Award per l'attività teatrale.

## Carriera
Nancy Marchand debuttò a Broadway nel 1951, recitando in dozzine di copioni teatrali, molti dei quali di Shakespeare. Nel 1967 venne candidata al Tony Award per il ruolo principale nella commedia BlackComedy/White Lies di Peter Shaffer e vinse un Drama Desk Award per Morning's at Seven, dopo quattro candidature. Al cinema comparve in ruoli secondari in alcune produzioni di non eccelso livello, mentre divenne un volto noto sul piccolo schermo negli anni della maturità, grazie all'importante ruolo dell'autoritaria editrice Margaret Pynchon nella serie Lou Grant, performance che le fece vincere ben 4 Emmy Awards come attrice non protagonista. Marchand comparve in 99 episodi.
Dopo alcuni anni di ruoli secondari fra cinema e soprattutto televisione (tra cui un episodio di Law & Order - I due volti della giustizia nel 1992) venne riscoperta nel 1999 dallo sceneggiatore David Chase, che le cucì addosso il personaggio di Livia Soprano, la matriarca della celebre serie televisiva dell'HBO, I Soprano. Per due stagioni, tratteggiò un personaggio spietato, cinico, nichilista, con una caratterizzazione magnetica e originalissima, giocata sull'ambiguità fra il suo fisico (magra, invecchiata, trasandata) e una prossemica fatta di movimenti lenti, sguardo truce, parole soppesate e taglienti. Per questo ruolo vinse nel 2000 il Golden Globe come attrice non protagonista. Apparve brevemente anche nella terza stagione della serie, ma si trattò di una post-produzione: l'attrice era morta di enfisema il 18 giugno 2000, il giorno prima di compiere 72 anni.

## Premi
Per il ruolo di Margaret Pynchon in Lou Grant Marchand vinse:
- 4 Emmy Award come Miglior attrice non protagonista in una serie: 1978-1980-1981-1982

Per il ruolo di Livia Soprano:
- 1 Golden Globe per la miglior attrice non protagonista in una serie (2000)
- 1 Screen Actors Guild Awards 1999, all'intero cast de I Soprano.

## Filmografia parziale

### Cinema
- La notte dello scapolo (The Bachelor Party), regia di Delbert Mann (1957)
- Dimmi che mi ami, Junie Moon (Tell Me That You Love Me, Junie Moon), regia di Otto Preminger (1970)
- Anche i dottori ce l'hanno (The Hospital), regia di Arthur Hiller (1972)
- I bostoniani (The Bostonians), regia di James Ivory (1984)
- Colpo di scena (From the Hip), regia di Bob Clark (1987)
- Una pallottola spuntata (The Naked Gun: From the Files of Police Squad!), regia di David Zucker (1988)
- A proposito di Henry (Regarding Henry), regia di Mike Nichols (1991)
- Gli sgangheroni (Brain Donors), regia di Dennis Dugan (1992)
- Jefferson in Paris (True Love), regia di James Ivory (1995)
- Sabrina, regia di Sydney Pollack (1995)
- Strani miracoli (Dear God), regia di Garry Marshall (1996)

### Televisione
- Lou Grant - serie TV, 114 episodi (1977-1982)
- Law & Order - I due volti della giustizia (Law & Order) - serie TV, episodio 2x14 (1992)
- I Soprano (The Sopranos) - serie TV, 26 episodi (1999-2001)

## Doppiatrici italiane
Nelle versioni in italiano delle opere in cui ha recitato, Nancy Marchand è stata doppiata da:
- Noemi Gifuni in Anche i dottori ce l'hanno, I Soprano
- Benita Martini in Lou Grant
- Aurora Cancian in Law & Order - I due volti della giustizia
- Alina Moradei in A proposito di Henry
- Giovanna Fregonese in Una pallottola spuntata